# Decorated Style
Der Decorated Style ist eine Phase in der Architektur der englischen Gotik, die nach Nikolaus Pevsner von 1250 bis 1370 dauerte. In England selbst wird diese Phase The Decorated Period, Decorated Gothic oder auch einfach Decorated genannt.

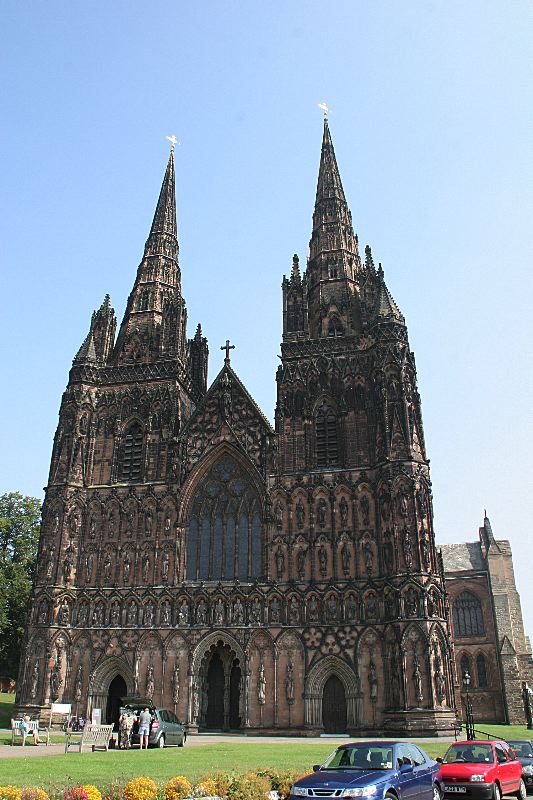
Die Fassade der Kathedrale von Lichfield

Der Begriff wurde ursprünglich von Thomas Rickman in seinem Werk An Attempt to Discriminate the Styles of Architecture in England (1812–1815) erstmals verwendet und ist noch heute in Gebrauch. Rickman datierte das Decorated von 1307 bis 1377, aber, wie so häufig bei architektonischen Stilen, gibt es Überlappungen zwischen den einzelnen Perioden, besonders bei großen Gebäuden wie Kirchen und Kathedralen, deren lange Bauzeiten schon von sich aus dafür sorgen konnten, dass unterschiedliche Stilideale im selben Bauwerk zum Ausdruck kamen.

## Stilmerkmale
Im späten 13. Jahrhundert vollzog sich im Sakralbau der Wechsel vom Early English zum Decorated Style. Entscheidend hierfür war die Einführung des aus der französischen Gotik übernommenen Maßwerks, das erstmals in der Kirche der Binham Priory und in Westminster Abbey in England auftrat. In der Frühzeit des Decorated Style herrschen einfachere geometrische Kreisformen vor (geometric), später entstehen konvex-konkav-geschwungene Formen (curvilinear).
Ein zweites bedeutendes Stilmerkmal ist die Fülle der Dekoration, die möglichst alle Flächen, Bögen und Wimperge – beispielsweise als Blattmuster – überzieht. In diesem Schmuckbedürfnis kann man eine Wiederaufnahme angelsächsischer Kunsttraditionen sehen. Diese Blattformen sind keine Wiedergabe der Natur, sondern deutlich stilisiert und erinnern oft an Seegras (seaweed). Bei der Raumbildung wird im Decorated Style der unerwartete Durchblick, besonders in diagonalen Richtungen bevorzugt.
Auf dem europäischen Festland ist etwa zur gleichen Zeit die Hinwendung zum style rayonnant zu beobachten, zum „strahlenförmigen Stil“, der von ca. 1260 bis 1370 dauerte. Er war zuerst in den 1230er Jahren am Neubau von St. Denis und der Sainte-Chapelle in Paris aufgetreten. Die englische Gotik folgt diesem Vorbild nicht, sondern entwickelt dekorative Elemente eigenständig weiter.
Die Hauptwerke des Decorated sind die Chöre der Kathedrale von Bristol (ab 1298) und Wells (um 1290 bis 1340), die Lady-Chapel und das Vierungs-Oktogon von Ely (1321–1353), Das Chapter-House in Southwell (Ende 13. Jahrhundert), außerdem die Chorschranken in Lincoln und das Chorgestühl in Exeter.
Die Stern- und Fächergewölbe der Kathedrale von Lincoln hatten zwar bereits das ursprüngliche Kreuzrippenmuster verlassen und damit die Beschränkung auf rein konstruktive Elemente durchbrochen, waren im Gebrauch ihrer Mittel aber immer noch relativ sparsam und „klassisch“. Im Decorated-Stil wird – dem Namen entsprechend – diese Tendenz enorm gesteigert und es werden mit der Einführung der Lierne-Rippen (weder vom Kämpfer noch vom Schlussstein ausgehende Nebenrippen) zu Beginn des 14. Jahrhunderts Gewölbemuster geschaffen, die fast ausschließlich dekorative Funktion haben und in einer fortlaufenden Kette von Rhomben die architektonische Klarheit überspielen (Muster-Gewölbe oder Netz-Gewölbe). Die wirklich tragenden Rippen sind oft nur noch an der größeren Profildicke zu erkennen oder an der Größe des Schlusssteines, an dem sie enden. Es war ein „Experimentieren ohne Schema“, man versuchte spielerisch, die Gewölbe reicher auszustatten, und sei es unter der Benutzung der Licht- und Schattenwirkung stark profilierter Rippen.
Der Blick wurde dadurch nicht mehr von Joch zu Joch gelenkt, sondern folgte eher dem „Ursprung“ der Muster und ging von Kämpfer zu Kämpfer. Das waren die neuen Angelpunkte der Gewölbegestaltung. Das heißt nicht, dass sich das dekorative Spiel in Einzelheiten verlor. Im Gegenteil kann man in dieser Zeit eher von einer Tendenz zur Verschmelzung von Einzelräumen sprechen, was sich vor allem in der Kathedrale St. Peter (Exeter) im Fehlen eines Vierungsturmes und eines dadurch ununterbrochenen Langhauses zeigt (im Gegensatz zum späteren Perpendicular).